# Ivanovice na Hané
Ivanovice na Hané település Csehországban, Vyškovi járásban. Ivanovice na Hané Nezamyslice, Želeč, Hoštice-Heroltice, Tištín, Dřevnovice, Švábenice, Drysice, Pustiměř és Medlovice településekkel határos. Lakosainak száma 2977 fő (2024. január 1.).

## Népesség
A település lakosságának változását az alábbi diagram mutatja:
| Lakosok száma | 2757 | 3543 | 3753 | 3381 | 3139 | 2844 | 2908 | 2942 | 2897 | 2977 |
|               | 1869 | 1900 | 1921 | 1961 | 1980 | 2011 | 2016 | 2019 | 2021 | 2024 |